# 윤창현 (1859년)
윤창현(尹昌鉉, 1859년 ~ ?)은 대한제국과 일제강점기의 관료이다.

## 생애
본관은 파평이며 한학을 공부하여 관직에 나아갔다. 1900년에 판임관 6등의 외부 주사가 되었고, 1903년에는 조선 태조의 증조부와 얽힌 설화가 남아 있는 함경북도 경흥군의 적도비각을 보수할 때 감독으로 파견되기도 하였다.
농상공부 주사를 거쳐서, 1910년에 한일 병합 조약이 체결되기 전에는 내부 소속으로 전라북도에서 사무관을 맡고 있었다. 한일 병합 조약 체결로 조선총독부 체제가 수립되자, 총독부 소속으로 이동되면서 곧바로 전라북도 남원군 군수로 발령받았다.
남원군수로 재직 중에 일본 정부로부터 한국병합기념장을 수여받았다. 1914년에 옛 대한제국 관료 출신 군수들을 대거 정리할 때 면직되어 총독부 군수로는 약 3년 반 동안만 근무했다. 이때 종7위에 서위되어 있었다.
2008년 민족문제연구소가 발표한 친일인명사전 수록예정자 명단 중 관료 부문에 포함되었다.

## 참고자료
- 윤창현(尹昌鉉) - 국사편찬위원회